# Sophie Scholl – Die letzten Tage
Sophie Scholl – Die letzten Tage ist ein deutscher Historienfilm des Regisseurs Marc Rothemund aus dem Jahr 2005 nach einem Drehbuch von Fred Breinersdorfer. Er schildert die letzten Tage im Leben von Sophie Scholl. Der Film wurde auf der Berlinale 2005 mit dem Silbernen Bären für die beste Regie und für die beste Hauptdarstellerin (Julia Jentsch) ausgezeichnet. Die Auslandsvertretung der deutschen Filmbranche, German Films, wählte das Drama im September 2005 als offiziellen Kandidaten für eine Oscar-Nominierung in der Kategorie Bester fremdsprachiger Film.
Die Oscar-Nominierung wurde am 31. Januar 2006 von der Academy of Motion Picture Arts and Sciences bekanntgegeben, bei der Verleihung ging der Film jedoch leer aus.

## Handlung
Die Mitglieder der Widerstandsgruppe Weiße Rose bearbeiten in einem Münchener Keller die Kopien ihres sechsten Flugblatts. Sie haben davon mehr vervielfältigt, als sie über die Post verteilen können. Hans, Sophies Bruder, schlägt deshalb vor, die Extrablätter am nächsten Tag in der Universität zu verteilen. Da Willi Graf dies für zu gefährlich hält, kündigt Hans an, dass er die volle Verantwortung übernehmen werde, und auch Sophie erklärt ihre Unterstützung bei der Ausführung mit der Begründung, dass eine Frau wohl weniger Aufmerksamkeit des Sicherheitspersonals auf sich ziehen werde.
Am nächsten Tag gehen Sophie und Hans während der Vorlesungen in das Hauptgebäude der Universität und legen die Flugblätter in der Nähe der jeweiligen Hörsaaltüren aus. Im dritten Stockwerk legen sie die restlichen Flugblätter auf die Balustrade. Sophie schiebt sie schließlich über den Rand, sodass die Flugblätter in das Atrium fallen. In diesem Moment öffnen sich die Türen der Hörsäle und die Studenten strömen heraus. Sophie und Hans wähnen sich in der Menschenmasse sicher, wurden jedoch während ihrer Aktion vom Pedell Jakob Schmid beobachtet. Dieser hält sie auf, bis die Polizei eintrifft und die Geschwister festnimmt.
Sie werden ins Münchener Gestapo-Gefängnis Wittelsbacher Palais gebracht, wo Sophie vom Gestapo-Ermittler Robert Mohr verhört wird. Anfangs behauptet sie, ein unpolitischer Mensch zu sein, dass sie und ihr Bruder nichts mit den Flugblättern zu tun hätten, die sie lediglich in der Halle bemerkt und über die Balustrade geworfen habe, weil es in ihrer Natur liege, Streiche zu spielen. Den leeren Koffer erklärt sie bei der Befragung mit dem Besuch bei ihren Eltern in Ulm, von wo sie saubere Wäsche mitnehmen wollte. Ihre Darstellungen scheinen einleuchtend, weshalb sie wieder entlassen werden soll.
Kurz vor der Genehmigung ihrer Entlassungspapiere trifft jedoch die Anweisung ein, sie nicht gehen zu lassen. Untersuchungen hatten inzwischen ergeben, dass Sophie und Hans in der Tat für den Vertrieb dieses und anderer Flugblätter verantwortlich sind. Sophie wie auch Hans gestehen. Um die anderen Mitglieder der Weißen Rose zu schützen, behaupten sie, die Produktion und die Verteilung der tausenden Flugblätter seien allein ihr Werk gewesen.
Nach weiteren zermürbenden Verhören sagt Sophie schließlich, dass sie bereit sei, die gesamte Schuld auf sich zu nehmen, und weigert sich weiterhin, die Namen ihrer Komplizen zu nennen. Daraufhin beendet Mohr das Verhör. Sophie, ihr Bruder Hans und Christoph Probst werden des Hochverrats, der Wehrkraftzersetzung und der landesverräterischen Feindbegünstigung angeklagt. Im Schauprozess vor dem Volksgerichtshof muss sich Christoph Probst als erster vor dem Vorsitzenden Roland Freisler verantworten. Die Bitten Probsts, ihn wegen seiner drei Kinder zu verschonen, werden von Freisler verächtlich abgewiesen.
Hans wird während Freislers zunehmend ungeduldiger Befragung von diesem angeschrien und beschimpft, aber Hans bleibt standhaft. Hans sagt, dass die Niederlage des nationalsozialistischen Deutschlands aufgrund der Allianz zwischen Russland, Großbritannien und den Vereinigten Staaten unvermeidlich sei. Alles, was Hitler noch tue, sei den Krieg zu verlängern, Er, Sophie und Christoph Probst stünden nur vor Gericht, weil Hitler Angst vor ihrer Meinung habe. Sophie sagt aus, dass viele Leute mit dem, was die Weiße Rose gesagt und geschrieben habe, übereinstimmen, aber sie nicht den Mut hätten, ihre Gedanken zu äußern. Freisler verkündet die Urteile. Alle drei Angeklagten werden schuldig gesprochen und zum Tode verurteilt. In ihrer Abschlusserklärung sagt Sophie zu Freisler: „Bald werden Sie hier stehen (Anklagebank), wo wir jetzt stehen.“, und Hans sagt: „Heute hängt ihr uns, und morgen werdet ihr es sein.“ 
Obwohl Sophie offiziell gesagt wurde, dass eine Exekution nicht innerhalb von 99 Tagen nach der Urteilsverkündung stattfindet, erfährt sie, dass sie noch am selben Tag exekutiert werden soll. Sie hat Mühe, ihre Haltung zu bewahren, und wird in einen Raum gebracht, in dem sie ihr Testament schreiben kann. Schließlich erfährt sie, dass sie Besuch von ihren Eltern hat, die hinter ihr stehen. Sophie verspricht ihrer Mutter, dass sie sich im Himmel wiedersehen werden, als der Gefängnispfarrer kommt und sie den Segen Gottes erhält. Robert Mohr kommt noch einmal vorbei und sieht Sophie traurig an, da er versucht hatte, ihr Leben zu retten. 
Anschließend wird sie nochmals in eine Zelle geführt, in der auch Hans und Christoph Probst auf die Vollstreckung ihres Urteils warten. Sie dürfen eine letzte Zigarette rauchen und umarmen sich. Schließlich wird Sophie von den Henkern zur Guillotine geführt und enthauptet. Vor dem Abspann wird der Bildschirm schwarz, und man hört, wie auch Hans Scholl und Christoph Probst unter dem Fallbeil sterben. Bevor Hans Scholl hingerichtet wird, brüllt er „Es lebe die Freiheit“, dann wird noch erwähnt, dass das 6. Flugblatt der Weißen Rose nach England gelangte, wo es Mitte 1943 massenhaft von Alliierten Flugzeugen über Deutschland abgeworfen wurden, es trug den Titel Ein Deutsches Flugblatt (Manifest der Münchener Studenten).

## Hintergrund
Die Aufnahmen, die im Gerichtssaal spielen, entstanden im kleinen Sitzungssaal des Münchener Rathauses, die Verhörszenen in den Bavaria Filmstudios.

## Drehbuch
Das Drehbuch von Fred Breinersdorfer orientiert sich an den Verhörprotokollen von Hans und Sophie Scholl sowie Christoph Probst, die in der DDR bis zur Wende in den Archiven der Stasi lagerten und erst seit 1990 von Historikern eingesehen werden konnten.

## Kritiken
„Nicht zuletzt durch das großartige Spiel der Darsteller ein erschütterndes Zeitdokument.“

„Das Ergebnis ist ein faszinierendes Kammerspiel (ähnlich wie ‚Der Totmacher‘), das vor allem durch die starken Darsteller – allen voran die auf der Berlinale zu Recht gekürte Julia Jentsch – überzeugt und deshalb auch heute noch erschüttert.“

„Der Film grenzt sich von den üblichen Darstellungsweisen des Nazi-Alltags bewusst ab, vielmehr geht es um das couragierte Verhalten der jungen Frau, die auf ihrer Einstellung beharrt und alles tut, um ihre Freunde und Familie zu schützen.“

## Auszeichnungen
Für ihre Darstellung der Scholl gewann Jentsch als beste Schauspielerin bei den European Film Awards, den Deutschen Filmpreis (Lolas) und den Silbernen Bären als beste Schauspielerin bei den Internationalen Filmfestspielen Berlin. Zudem wurde der Film für den Oscar in der Kategorie Bester fremdsprachiger Film nominiert.
Internationale Filmfestspiele Berlin 2005
- Silberner Bär: Beste Regie – Marc Rothemund
- Silberner Bär: Beste Hauptdarstellerin – Julia Jentsch
- Preis der ökumenischen Jury

Friedenspreis des Deutschen Films – Die Brücke 2005
New Faces Award 2005
- Bester Nachwuchsdarsteller: Fabian Hinrichs

Deutscher Filmpreis 2005
- Bester Spielfilm in Silber
- Beste Hauptdarstellerin: Julia Jentsch

Gilde-Filmpreis 2005
- Filmpreis in Gold

Hamptons International Film Festival 2005
- Publikumspreis (Bester Film)

Europäischer Filmpreis 2005
- Beste Schauspielerin: Julia Jentsch
- Publikumspreis Bester Regisseur: Marc Rothemund
- Publikumspreis Bester Darsteller: Julia Jentsch

Bayerischer Filmpreis 2006
- Bester Film, Produzentenpreis: Sven Burgemeister, Christoph Müller, Fred Breinersdorfer, Marc Rothemund
- Bestes Szenenbild

Preis der deutschen Filmkritik 2006
- Beste Darstellerin: Julia Jentsch

Jupiter
- Bester deutscher Film
- Beste deutsche Darstellerin: Julia Jentsch
- Bester deutscher Regisseur: Marc Rothemund

## Bühnenfassungen
Am 28. Februar 2008 fand am Schauspielhaus Salzburg die Uraufführung einer Bühnenfassung unter der Regie von Betty Hensel statt, die auch zusammen mit Breinersdorfer die Dramatisierung von Breinersdorfers Drehbuch vorgenommen hatte. Eine englische Theaterversion des Drehbuchs von Fred Breinersdorfer in der Bearbeitung von Charlie Perham wurde am 16. Oktober 2012 vom ADC Theatre Cambridge aufgeführt. Am 11. Oktober führte das Teatri in Jönköping eine schwedische Version des Drehbuchs von Christian Arin auf. In den USA: The Final Days, Medicine Show Theatre, New York City, August 2019. Eine neue Theaterfassung erarbeitete Jens Heuwinkel auf der Basis der Verhördialoge aus Beinersdorfers Drehbuch und Texten aus den Flugblättern eine neue Bühnenversion für das Kleine Theater Bonn mit dem Titel "Die Weiße Rose – die letzten Tage der Sophie Scholl", die UA erfolgte in der Coronakrise als Stream April 2021.